# Ceraclea globosa
Ceraclea globosa är en nattsländeart som beskrevs av Yang och Morse 1988. Ceraclea globosa ingår i släktet Ceraclea och familjen långhornssländor. Inga underarter finns listade i Catalogue of Life.